# Batalla de Menorca (1756)
La batalla de Menorca fue un conflicto bélico naval y terrestre que tuvo lugar entre mayo y junio de 1756 y que enfrentó a Francia y Gran Bretaña por el control de la isla de Menorca, en el Mediterráneo occidental, al inicio de la guerra de los Siete Años. El combate naval, el 20 de mayo de 1756, enfrentó a la escuadra francesa de Tolón, comandada por el marqués de La Galissonière, con la de John Byng, llegada de Gibraltar para socorrer a la isla tras el desembarco de fuerzas terrestres del mariscal de Richelieu, llevado a cabo con anterioridad en el mes de abril. La victoria francesa provocó el regreso de la maltrecha armada británica a su refugio de Gibraltar y supuso la rendición de la isla de Menorca el 29 de junio de 1756. La isla quedó en manos francesas hasta el fin de la guerra.

## Contexto

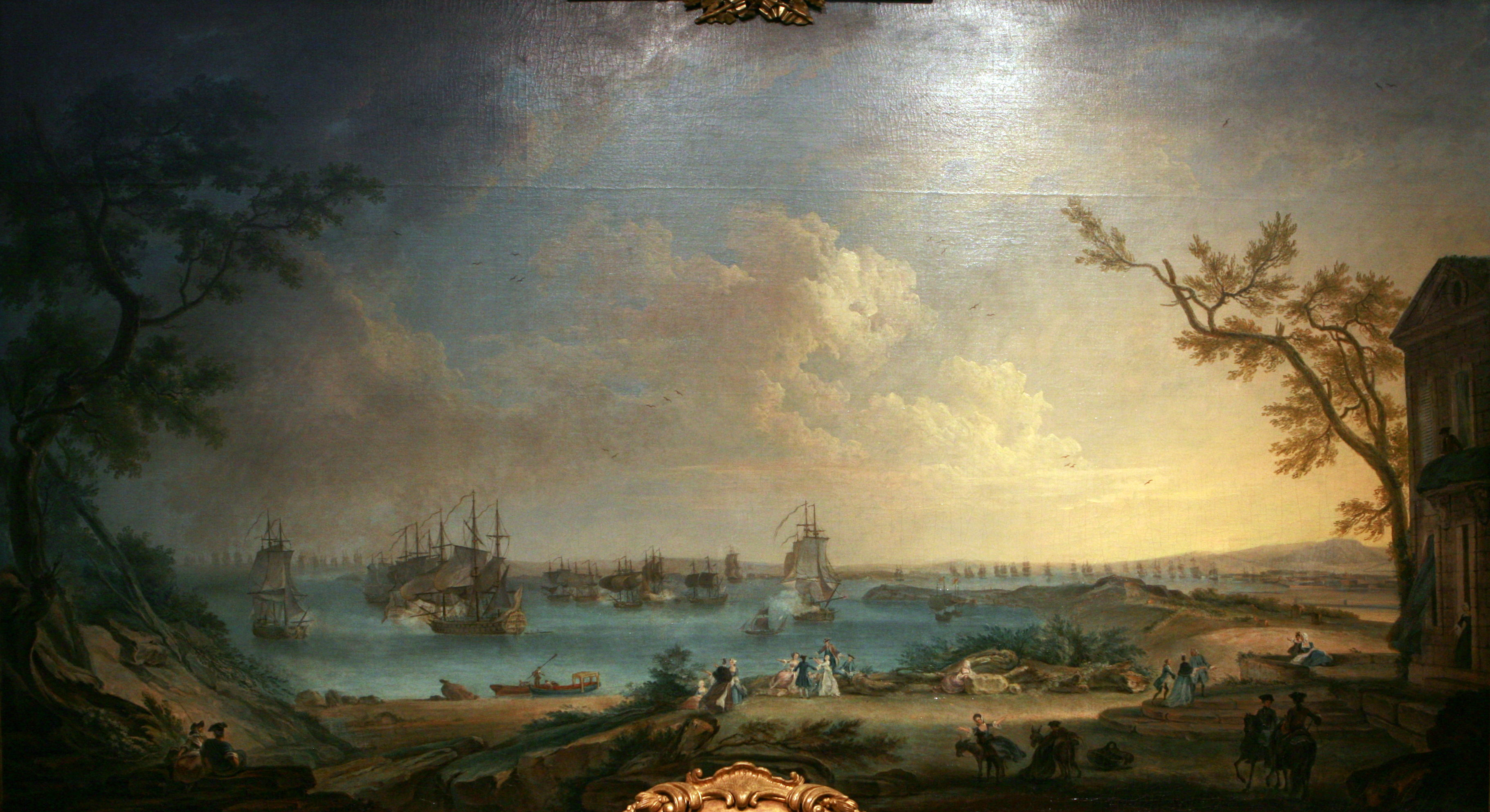
Salida de Tolón de la escuadra francesa el 10 de abril de 1756 para atacar el puerto de Mahón, obra de Nicolas Ozanne.

Los franceses amenazaban la guarnición de Menorca, que había sido arrebatada a los españoles por los británicos en 1708 durante la guerra de Sucesión Española. Las hostilidades entre Francia y Gran Bretaña habían comenzado en 1754 en América durante la guerra Franco-india y, en ese momento, la situación para Gran Bretaña no era halagüeña. Gran Bretaña quería proteger sus posesiones cercanas a la metrópoli porque temía, incluso, que Francia planeara invadir Gran Bretaña, en una reedición de lo que hizo durante la guerra de Sucesión Austriaca con el apoyo de los pretendientes jacobitas.
La dilación de los franceses para trasladar tropas a Menorca dejó a los británicos tiempo para actuar, aunque con retraso, y se desplegó una flota de diez navíos venidos de Gibraltar para defender Menorca, bajo la dirección del vicealmirante John Byng, que fue ascendido a almirante para la ocasión.

## Preludio

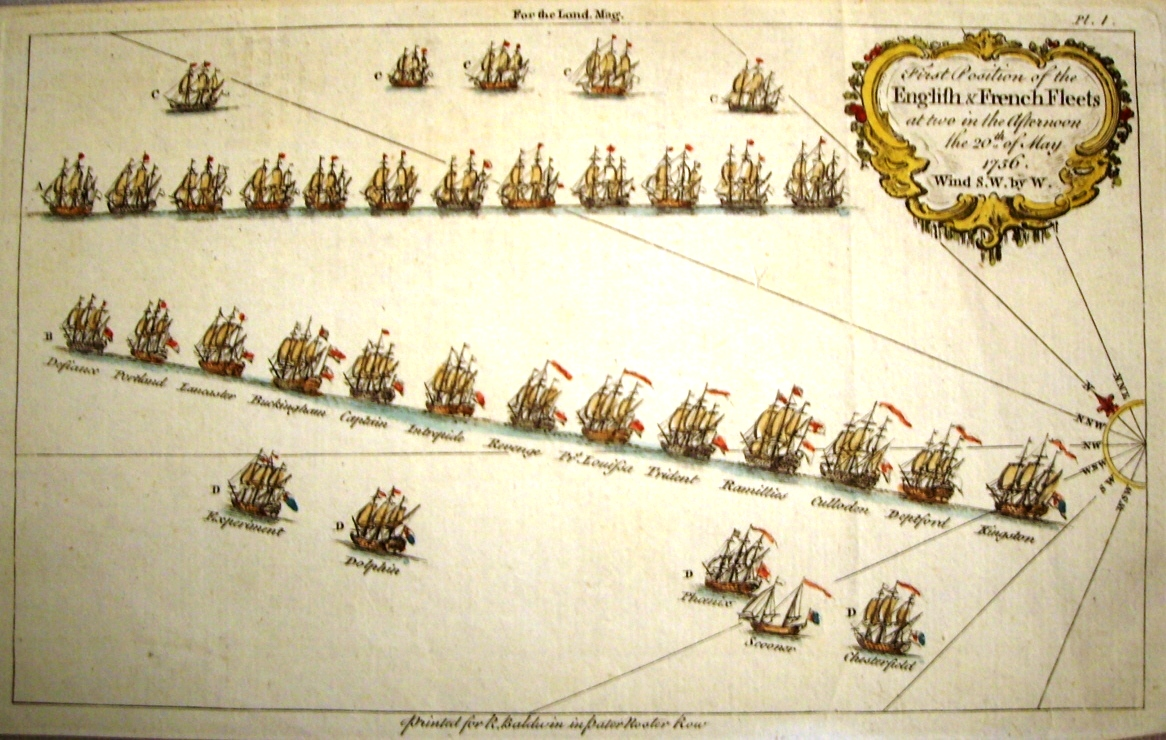
Grabado que muestra las posiciones iniciales de las dos flotas a las dos de la tarde del 20 de mayo.

La flota de Byng, reforzada con el escuadrón de Menorca que había escapado de la isla, arribó a Menorca el 19 de mayo y se encontró con que la isla ya se encontraba invadida, únicamente las tropas británicas del castillo de San Felipe resistían en Mahón. Las órdenes de Byng fueron las de dar apoyo a esa guarnición pero el escuadrón francés de 12 navíos y 5 fragatas iba a impedírselo esa tarde. Las dos flotas se posicionaron, la batalla se llevaría a cabo al día siguiente.

## Batalla
Frente a los doce navíos franceses, Byng formó a sus doce navíos en línea y los acercó a la vanguardia francesa manteniendo un rumbo paralelo para no perder su posición ventajosa. Luego les ordenó que girasen rodeando a los barcos franceses. Sin embargo la mala señalización de las órdenes causó confusión y retraso en el cerco a la flota francesa. Los franceses, mejor armados, hicieron varios impactos en los barcos ingleses, mientras que los disparos ingleses eran poco efectivos. 
Durante la batalla Byng tomó muchas precauciones y dependió en exceso de los procedimientos estándar de lucha; varios barcos británicos resultaron dañados, aunque ninguno de los dos bandos perdió barcos en esta batalla. Tras un consejo de guerra los oficiales británicos acordaron la retirada a Gibraltar ya que no tenían posibilidades de infligir más daño a la flota francesa ni prestar apoyo a la guarnición de Menorca, asediada por el mariscal francés, el duque de Richelieu.

## Consecuencia

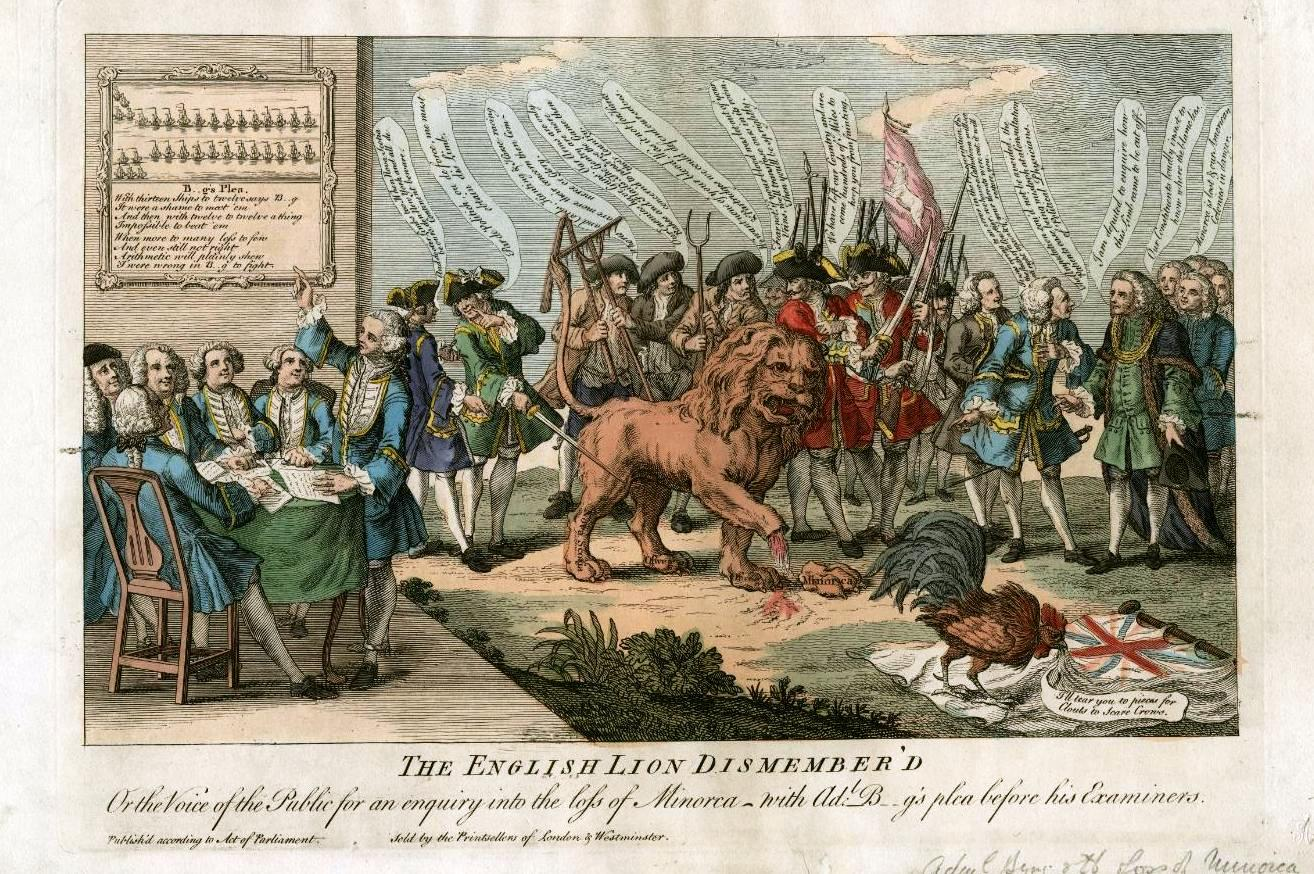
Grabado que muestra la toma del castillo de San Felipe por parte de los franceses.

Aunque el resultado de la batalla podría considerarse como un empate, las acciones de Byng fueron muy criticadas al no poder dar apoyo a la guarnición de Menorca. El almirante intentó excusar en la poca preparación las acusaciones de incumplimiento de los artículos de guerra sobre el deber de hacer todo lo posible para cumplir las órdenes. Byng fue juzgado por una corte marcial y condenado a muerte, siendo ejecutado el 14 de marzo de 1757.
A pesar del afán del por aquel entonces primer ministro británico William Pitt  por recuperar la isla, no se envió durante el resto de la guerra ninguna expedición para tal fin. Menorca volvió finalmente a manos británicas en 1763 por el Tratado de París, a cambio de las Antillas francesas y Belle-Île-en-Mer.